# Hugh Fearnley-Whittingstall

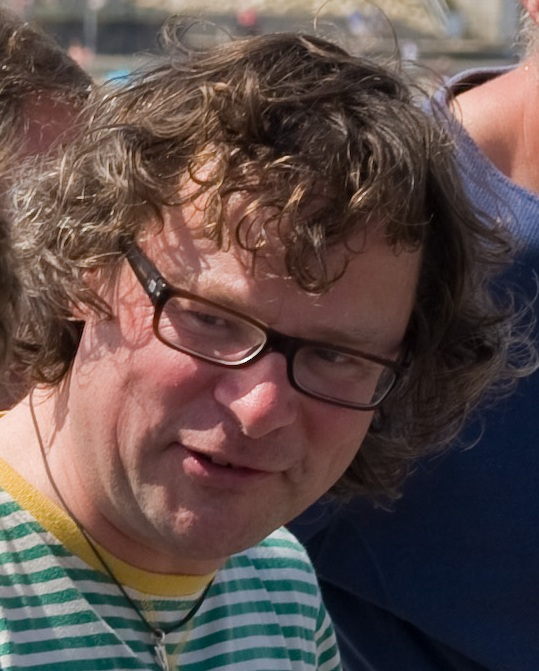
Hugh Fearnley-Whittingstall am Riverside Cottage Filmset, 2009

Hugh Christopher Edmund Fearnley-Whittingstall (* 14. Januar 1965 in London) ist ein britischer Journalist, Fernsehkoch und Gastronom. Besonders bekannt ist er für seine TV-Shows und seine Kochbücher aus dem River Cottage in Dorset.

## Leben und Karriere
Fearnley-Whittingstall ist der Sohn der britischen Gartenbauerin und Gartenbau-Autorin Jane Fearnley-Whittingstall. Er besuchte nach der Schule sowohl das Eton College als auch das St. Peter College in Oxford, wo er zunächst Theologie, dann Philosophie und Psychologie studierte. Nach dem Studium verbrachte er einige Zeit in Afrika, um dann mit 24 nach England zurückzukehren, wo er in der Küche des River Café in London arbeitete. Nachdem ihm dort gekündigt worden war, kochte er eine Zeit lang für den Journalisten Quentin Crewe, bevor er freiberuflich für die Zeitschrift Punch, den Evening Standard und die Sunday Times zu schreiben begann.
Landesweit Aufsehen erregte er 1998 mit einer Episode seiner TV-Show TV Dinners, in der er die Plazenta einer Bekannten zubereitete und zusammen mit Gästen verzehrte.
1997 zog er in das River Cottage in Dorset, das er zuvor bereits als Wochenend- und Ferienhaus genutzt hatte. In dem ehemaligen Wildhüterhaus wurden die Channel 4 TV-Shows: Escape to River Cottage, Return to River Cottage and River Cottage Forever mit Fearnley-Whittingstall in der Hauptrolle und insgesamt 20 Episoden produziert.
Fearnley-Whittingstall ist verheiratet und hat drei leibliche Kinder. 2005 adoptierte er Chloe, die Tochter der BBC-Journalistin Kate Peyton, nach deren Ermordung in Somalia.

## Veröffentlichungen (Auswahl)
- Cuisine Bon Marche. Macmillan, London 1994, ISBN 0-333-59032-5.
- The River Cottage Cookbook. HarperCollins 2001, ISBN 0-00-737527-1.
- Hugh Fearlessly Eats It All: Dispatches from the Gastronomic Frontline Bloomsbury Publishing 2007, ISBN 978-0-7475-8925-9.
- Täglich vegetarisch – Die schönsten Rezepte aus dem River Cottage. AT Verlag, Aarau 2013, ISBN 978-3-03800-725-8 (Originaltitel: River Cottage Veg Every Day)
- Drei gute Dinge auf dem Teller: 180 genial einfache Rezepte aus dem River Cottage. AT Verlag, Aarau 2014, ISBN 978-3-03800-792-0 (Originaltitel: Three Good Things)

## Fernsehsendungen (Auswahl)
- A Cook on the Wild Side Channel 4, 1996
- TV Dinners Channel 4, 1998.
- Escape to River Cottage Channel 4, 1999.
- The View from River Cottage Channel 4, 2005.
- River Cottage Everyday Channel 4, 2010.
- River Cottage: Three Good Things Channel 4, 2012.